# Військовий полігон

Панорама військового полігону Чеський Крумлов. Чехія

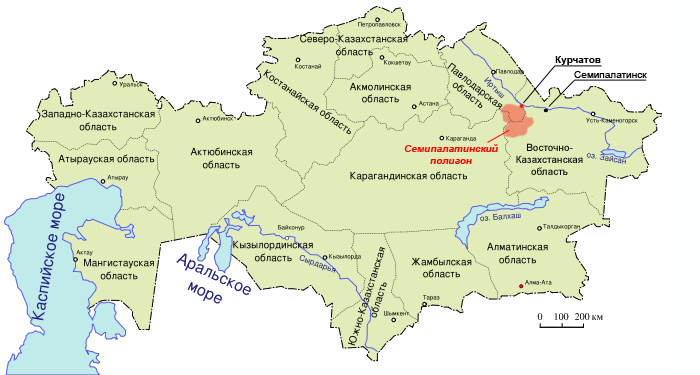
Семипалатинський випробувальний полігон на карті Казахстану

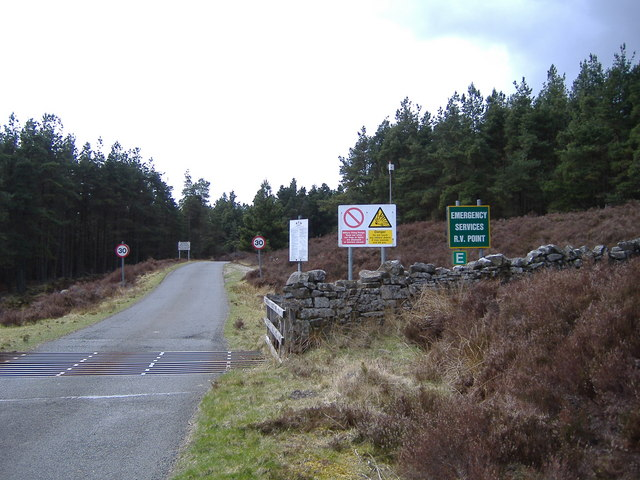
Військовий тренувальний центр-полігон британської армії в Оттерберні

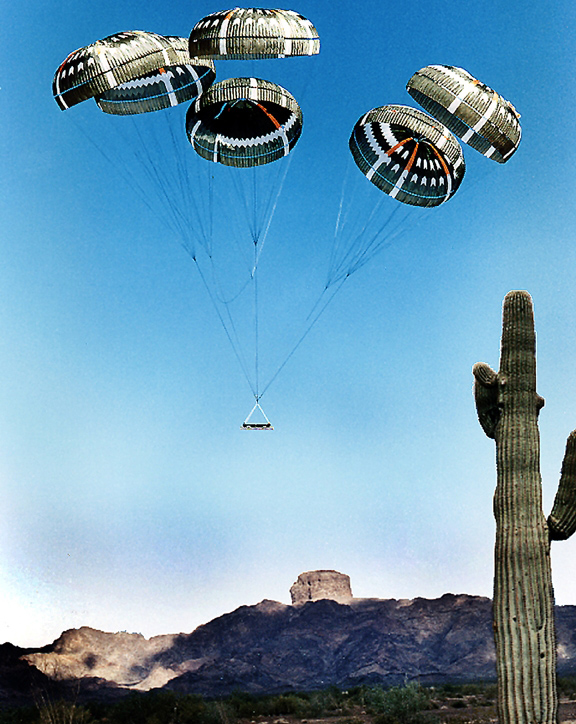
Випробувальне десантування військової техніки на американському військовому полігоні в Юмі, штат Аризона

Військовий полігон (дав.-гр. polygönos — багатокутний) — спеціально відведена та обладнана ділянка суходолу або моря з повітряним простором над ним для випробувань озброєння і військової техніки, проведення заходів з бойової підготовки військ (сил флоту) і досліджень в області тактики; науково-дослідна (випробувальна) установа (організація), що призначена для випробувань дослідного і серійного озброєння і військової техніки та проведення заходів за участю військ (сил флоту).
Військові полігони бувають:
- постійні або тимчасові (для виконання часткових завдань разового характеру);
- за призначенням поділяються на науково-дослідні (випробувальні), навчальні (військові, морські) і заводські;
- за родом випробовуваних засобів — на ядерні, загальновійськові, ракетні, артилерійські, зенітні, танкові, стрілецькі, авіаційні, торпедні, інженерні, автомобільні, зв'язку тощо.

Науково-дослідні (випробувальні) полігони призначені для випробувань (полігонного відпрацювання) в умовах, наближених до реальних, експериментальних, дослідницьких та серійних зразків (комплексів) озброєння і військової техніки, проведення пусків ракет, бомбометань та стрільб за планами бойової підготовки.
До завдань цих полігонів входить:
- всебічна перевірка бойових, технічних і експлуатаційних характеристик нових зразків (комплексів) і порівняння отриманих результатів з тактико-технічними вимогами;
- розробка на підставі результатів випробувань пропозицій і рекомендацій щодо подальшого вдосконалення бойових і експлуатаційних характеристик зразків (комплексів);
- проведення контрольних випробувань окремих зразків серійних партій з метою підтвердити відсутність відхилень основних тактико-технічних характеристик від раніше затверджених; підтвердження кількісних показників надійності серійних зразків;
- аналіз, узагальнення матеріалів випробувань і оцінка правильності та оптимальності прийнятих схемних і конструктивних рішень випробовуваних зразків (комплексів);
- перевірка експлуатаційно-технічної та технологічної документації;
- проведення траєкторних, телеметричних та інших вимірювань;
- організація та проведення навчально-бойових пусків ракет, бойових стрільб та навчань військових частин;
- виконання науково-дослідних робіт з розвитку та вдосконалення озброєння і військової техніки, методів випробувань, експлуатації тощо;
- наукові дослідження в галузі тактики, організації військ та інші питання.

Навчальні (військові, морські) полігони призначені для проведення навчань і бойових (навчально-бойових) пусків ракет, бомбометань, торпедних, артилерійських та інших стрільб, постановки мін, а також для тренувань особового складу. Вони обладнуються мішенями з механізованим або автоматизованим управлінням. Крім того, у військах і навчальних закладах широко застосовуються імітаційні полігони й мініатюр-полігони. Для тренувань і навчання льотного складу веденню повітряного бою, практичного відпрацювання пусків ракет, бомбометання і стрільб, такт, прийомів у різних умовах без застосування засобів ураження служать полігони вогневої підготовки, повітряно-стрілецькі й тактичні.
Заводські полігони (що належать підприємствам оборонної промисловості) призначені для відпрацювання та випробувань зразків або окремих елементів комплексів озброєння і військової техніки, експериментальної перевірки варіантів конструктивних і схемних рішень, перевірки якості доопрацювань щодо усунення виявлених недоліків та зауважень, стикування агрегатів і систем в комплексі, перевірки якості озброєння, його пристрілювання і налагодження.
Організаційна структура військового полігону в залежності від його призначення визначається відповідними штатами. Військовий полігон обладнуються спеціальними трасами (директрисами) і полями для стрільби і ходових випробувань, авіаційними, морськими та іншими мішенями, технічними засобами вимірювання, реєстрації та обробки результатів вимірювань за допомогою ЕОМ, засобами фізичного і математичного моделювання (у тому числі різних видів бойових дій), тобто усім необхідним для проведення стрілецьких, ходових, льотних, кліматичних, ресурсних та тому подібних випробувань. Так, для траєкторних вимірювань застосовуються фото- і кінотеодоліти, кінотелескопи, РЛС і фазові пеленгатори.
До устаткування військових полігонів відносяться стенди, пристрої, кліматичні камери та прилади для визначення габаритно-вагових параметрів зразків, надійності і безпеки їх експлуатації, умов життєдіяльності особового складу, ресурсів агрегатів і систем та інших експлуатаційних характеристик; системи управління контрольно-вимірювальним комплексом полігону та відліком часу; системи зв'язку, обробки даних і відображення окремих етапів випробувань; спецапаратура, що дозволяє імітувати роботу РЛС противника (радіоперешкод).
Сучасні військові полігони грають велику роль у розвитку та створенні нових видів і подальшому вдосконаленні наявного озброєння і військової техніки.